# Woodsia cycloloba
Woodsia cycloloba là một loài thực vật có mạch trong họ Woodsiaceae. Loài này được Hand.-Mazz. miêu tả khoa học đầu tiên năm 1929.